# Apeiba membranacea
Apeiba membranacea là một loài thực vật có hoa trong họ Cẩm quỳ. Loài này được Spruce ex Benth. mô tả khoa học đầu tiên năm 1861.